# Осёл и Соловей
«Осёл и Соловей» — басня И. А. Крылова, написанная ранее 1811 года, так как представлена 11 февраля 1811 года на заседании литературного кружка «Беседа любителей русского слова». Впервые издана в сборнике кружка в 1811 году.

## Сюжет
Сюжет басни строится вокруг просьбы Осла, обращённой к Соловью. Осёл, наслышанный о певческом мастерстве Соловья, просит того спеть. Вся природа затихла, внимая прекрасному пению, даже пастух чуть дышал, лишь улыбаясь пастушке: «Внимало всё тогда Любимцу и певцу Авроры». Но вот Осёл, дослушав пение, посоветовал Соловью поучиться искусству у Петуха. Не просто так выбраны автором животные: соловей признан птицей с очень красивым пением, осёл — символ глупости, а петух — громкоголосая деревенская птица. Контраст знакомого всем пения соловья и петуха, а также точный выбор героев позволяет видеть всю глубину иронии.
Завершающая басню строка: «Избави, Бог, и нас от этаких судей» стала крылатым выражением, которое употребляется при неконструктивной, необъективной критике.

## Адаптация
- Мультфильм «В мире басен» Андрея Хржановского 1973 года, который создан по мотивам трёх басен «Любопытный», «Осёл и Соловей», «Кукушка и Петух».

## Архитектура
- Памятник И. А. Крылову на Патриарших прудах в Москве. Вблизи статуи расположены скульптурные композиции посвященные двенадцати известным басням, в том числе басне «Осёл и Соловей». Точный адрес: г. Москва, ул. Малая Бронная, 34, сквер.
- Памятник И. А. Крылову Памятник И. А. Крылову в Летнем саду в Санкт-Петербурге. Пьедестал трехметровой скульптуры украшен бронзовыми фигурами из басен, в том числе Ослом и Соловьем. Скульптор П. К. Клодт. Точный адрес: г. Санкт-Петербург, Набережная Кутузова, Летний сад